# Бенжамен Пере
Бенжамен Пере (фр. Benjamin Péret; 4 липня 1899, Резе поблизу Нанта — 18 вересня 1959, Париж) — французький поет та письменник сюрреалістичного спрямування.

## Життя та творчість
У віці 21 року Пере в Парижі пристає до гуртка дадаїстів, до якого входили також Трістан Тцара, Андре Бретон, Франсіс Пікабіа, Макс Ернст та інші. Стояв біля витоків сюрреалізму як нової течії в європейському мистецтві 1924 року. Спільно з П'єром Навілем видав перші три випуски газети La Révolution Surréaliste.
1927 року він, як і Луї Арагон, Поль Елюар, А. Бретон і П'єр Унік, вступає до лав ФКП, але невдовзі переходить у табір троцькістів (як і багато інших сюрреалістів). 1929—1934 роки поет проводить у Бразилії, однак із політичних причин був там заарештований і висланий із країни. У 1936—1937 роках він воює в Іспанії, на боці республіканського уряду — спочатку в комуністичних, а потім у троцькістських (ополчення РПМО) та анархістських (колона Дурруті) загонах. В Іспанії він знайомиться зі своєю майбутньою дружиною, Ремедіос Варо. У 1939 Б. Пере закликається на французьку військову службу, проте незабаром був ув'язнений на створення в армії троцькістського осередку. Пере біжить із ув'язнення до Марселя, де зустрічається з іншими сюрреалістами.
1941 року він емігрує до Мексики, де живе до 1947 року. Тут він знайомиться з групою дисидентів-сюрреалістів, на чолі якої стояв австрійський художник та теоретик мистецтва Вольфганг Паален. У Мексиці Пере вивчає культуру місцевих індіанців, створює антологію мітів доколумбової епохи, пише поему Air Mexicain. У Мехіко він підтримував тісні стосунки з вдовою Л. Д. Троцького, Н. І. Сєдовою. Після повернення до Парижа поет аж до смерті 1959 року працював разом із А. Бретоном.
Віршовані твори Б. Пере за межами кола сюрреалістів були мало відомі, проте серед своїх однодумців його творчість була дуже високо оцінена. Так, В. Паален писав: як сильно я люблю тебе і захоплююся тобою. Та пара твоїх книг, що в мене є, відносяться до моїх найбільших, скарбів, що ревниво зберігаються. Для А. Бретона ж Б. Пере, цей типовий сюрреалістичний поет-революціонер, був «найціннішим і найстарішим товаришем боротьби».

## Твори
- ілюстровані Гансом Арпом Le passager de transatlantique (1921)
- ілюстровані Івом Тангі Dormir dormir dans les pierres (1927)
- Le grand jeu (1928)
- ілюстровані Пабло Пікассо De derrière des fagots (1934)
- ілюстровані Максом Ернстом La Brebis galante (1949)
- Le déshonneur des poètes (1945)
- Le gigot. Sa vie et son oeuvre (1957), збірка оповідань

- «Місяць Запаро. Міти та казки Америки (Der Mond der Zaparo. Mythen und Märchen Amerikas)», Nautilus 1998
- «Історія природи (Naturgeschichte)», Renner 1984
- Я не їм цей хліб: Вірші та статті / Пров. з франц., комент. і прямуючи. М. Лепілової. М: Гілея, 2015

## Кінематограф
- Rémy Ricordeau (кінорежисер), Je ne mange pas de ce pain-là : Benjamin Péret, poète, c'est-à-dire révolutionnaire" фільм 94', Paris: SevenDoc, 2015, DVD + книга 88 стор. (серія Phares) (фільм на фр. , англ. та вик. мовами).

## Доповнення
- Асоціація друзів Б. [Архівовано 11 лютого 2011 у Wayback Machine.] Пере [Архівовано 11 лютого 2011 у Wayback Machine.]